# 晨光乳业
深圳市晨光乳业有限公司（简称晨光乳业），是深圳市最大的乳品企业，1980年5月创立，现隶属于深圳市光明集团，为华侨城集团成员。现有厂区占地面积近70000平方米。在光明区、惠州龙门等地带拥有多个大型现代化奶牛场及多个合作奶源基地。

## 历史

### 创厂背景
晨光乳业的创立与深圳光明农场转型产奶有关，1973年，国家副主席王震到光明农场考察时，赠送了农场5头优质奶牛，光明农场开始产奶。
1975年，光明农场开始了作坊式的人工挤奶，生产鲜牛奶 。
1978年，光明农场引进上海国产奶牛扩大规模。当时牛奶采用玻璃瓶包装，产线均为人工操作。当时生产的瓶装奶以珠江桥牌名义全部出口香港。

### 大事记
1979年，光明华侨畜牧场正式建立奶牛场，并开始以补偿贸易形式与维他奶合作，维他奶给农场提供4600万港元贷款做启动资金，引进1238头新西兰奶牛，和现代化成套挤奶加工设备。
1980年5月，光明华侨畜牧场投资2700万港元，创立晨光前身光明奶品加工厂，开始现代化规模化产奶及经营。初期与维他奶合作生产维他纯牛奶供港。
1980年——1984年，光明农场先后建立多个牛场扩大规模
1984年，注册“晨光”商标。开始生产内销乳制品。
1990年，光明奶品加工厂更名为“深圳市晨光饮料公司”，独立化经营。
2000年10月，成立晨光贸易公司，专门销售晨光产品。
2003年，晨光饮料公司、贸易公司、饲料公司、牛奶分公司等4家公司合并为“深圳市晨光乳业有限公司”，该名称一直沿用至今。